# Tremaine Harris
Tremaine Harris (né le 10 février 1992 à Toronto) est un athlète canadien, spécialiste des épreuves de sprint.
Son record personnel sur 200 mètres de 20 s 22, établi le 8 juillet 2012 à Irapuato, constitue la troisième meilleure performance canadienne de tous les temps. Cette marque lui procurait alors la victoire et la médaille d'or aux Championnats NACAC U-23 d'athlétisme 2012.
Il est entraîné par Anthony McCleary et Desai Williams. Il réside à Markham.